# Terrence Currier
Pour les articles homonymes, voir Currier.
Terrence Currier, né le 5 novembre 1934, est un acteur américain.

## Biographie
Terrence nait le 5 novembre 1934 à Cleveland (Ohio), tandis que son père voyage avec le Keith Vaudeville Circuit. Sa mère, dont le nom de scène était Marie Duke, était une danseuse et chorégraphe, apparue à Broadway dans Winter Nights de John Murray Anderson Extravaganza. Il débute dans le légendaire "Poet's Theater" de Cambridge, tout en étudiant à Harvard.

## Filmographie
Cinéma
- 1979 : Justice pour tous (And Justice For All) de Norman Jewison : George Reisler
- 1979 : Bienvenue, Mister Chance (Being There) de Hal Ashby : porteur du cercueil
- 1980 : L'Impossible témoin (Hide in Plain Sight) de James Caan : membre du Congrès Evetts
- 1982 : Best Friends de Burt Reynolds : Henry Spaulding
- 1983 : The Man Who Wasn't There de Bruce Malmuth : Herman Runkelman
- 1987 : Jardins de pierre (Gardens of Stones) de Francis Ford Coppola : éditeur
- 1997 : Le Chacal (The Jackal) de Michael Caton-Jones : chirurgien
- 1997 : Les Sexton se mettent au vert (For Richer or Poorer) de Bryan Spicer : Elder Joseph
- 2004 : Benjamin Gates et le Trésor des Templiers (National Treasure) de Jon Turteltaub : Charles Carroll

Télévision
- 1991 : Une femme nommée Jackie (A Woman Names Jackie) : Docteur Burkley
- 1999 : Par miracle (Holy Joe) : évêque Tresk
- 2001 : (Going to California) : Mister Harris